# Ерошина, Радья Николаевна
Радья Николаевна Ерошина (девичья фамилия — Нургаева; 17 сентября 1930, Ижевск, Нижегородский край — 23 сентября 2012) — советская лыжница, многократный призёр Олимпийских игр, чемпионка мира, заслуженный мастер спорта СССР (1958).

## Биография
На Олимпийских играх 1956 года в Кортина-д’Ампеццо, в обеих дисциплинах женской программы у лыжников завоевала серебряные медали. В гонке на 10 км 5 секунд уступила в борьбе за первое место Любови Козыревой и 7 секунд выиграла у занявшей 3-е место шведки Сони Рутстрём-Эдстрём. В эстафетной гонке бежала последний этап и долгое время лидировала, но незадолго до финиша уступила первое место финке Сийри Рантанен.
На Олимпийских играх 1960 года в Скво-Вэлли, вновь завоевала медали в обеих дисциплинах. В гонке на 10 км стала 3-й, лишь две секунды уступив в борьбе за серебро Любови Козыревой. В эстафетной гонке, на которую советская сборная вышла в ранге безоговорочного фаворита, бежала первый этап, но сломала лыжу. На замену лыжи потребовалось более 4-х минут, однако Ерошина сумела завершить этап на третьем месте. Тем не менее, шансы на победу были утрачены в связи с большим отставанием от лидера, и в итоге советская сборная заняла второе место.
За свою карьеру на чемпионатах мира завоевала одну золотую и одну бронзовую медали, золото в эстафете на чемпионате мира-1958 в Лахти и бронзу в гонке на 10 км на чемпионате мира-1962 в Закопане.
На чемпионатах СССР побеждала 4 раза, 2 раза в гонках на 5 км (1957, 1959) и 2 раза в гонках на 10 км (1955, 1957).
После окончания спортивной карьеры работала в спортшколе «Локомотива», затем в районной школе.
Похоронена на муниципальном кладбище «Волково» города Мытищи Московской области.

### Семья
Была замужем за Ерошиным Василием Петровичем (почётный гражданин Волоколамского района Московской области, участник зимней Олимпиады 1956 года), сын Николай.

## Награды
- Орден «Знак Почёта» (27.04.1957) — за успехи, достигнутые в деле развития массового физкультурного движения в стране, повышения мастерства советских спортсменов, и успешное выступление на международных соревнованиях
- Медаль «За трудовое отличие» (16.09.1960) — за успешные выступления в XVII летних и VIII зимних Олимпийских играх 1960 года, а также за выдающиеся спортивные достижения[6]